# لاسانا دیالو
لاسانا دیالو (انگلیسی: Lassana Diallo؛ زادهٔ ۲۴ ژوئن ۱۹۸۴) بازیکن فوتبال اهل مالی است.
از باشگاه‌هایی که در آن بازی کرده است می‌توان به باشگاه ورزشی جولیبا و باشگاه فوتبال شاتورو اشاره کرد.
وی همچنین در تیم‌های ملی فوتبال زیر ۱۷ سال مالی و مالی بازی کرده است.